# فینال لیگ قهرمانان اروپا ۲۰۲۶
فینال لیگ قهرمانان اروپا در سال ۲۰۲۶، آخرین بازی لیگ قهرمانان اروپا ۲۶–۲۰۲۵، هفتاد و یکمین فصل از مسابقات برتر فوتبال باشگاهی اروپا است که توسط یوفا برگزار می‌شود، و سی و چهارمین فصل از زمان تغییر نام آن از جام باشگاه‌های قهرمان اروپا به جام باشگاه‌های اروپا خواهد بود. لیگ قهرمانان اروپا. این بازی در پوشکاش آرنا در بوداپست، مجارستان، برگزار خواهد شد. این دومین فینال لیگ قهرمانان اروپا خواهد بود که با فرمت جدید سیستم سوئیسی برگزار می‌شود.